# Чижовка (Черниговская область)
Чижовка (укр. Чижівка) — село в Репкинском районе Черниговской области Украины. Население 67 человек.
Код КОАТУУ: 7424482004. Почтовый индекс: 15072. Телефонный код: +380 51-83.

## Власть
Орган местного самоуправления — Горностаевский сельский совет. Почтовый адрес: 15010, Черниговская обл., Репкинский р-н, с. Горностаевка, ул. Первомайская, 86. Тел.: +380 (4641) 4-21-32; факс: 4-21-32.